# Скульптура Лаокоон (Одеса)
Скульптура «Лаокоон» — мармурова скульптура, копія знаменитої скульптури «Лаокоон та його сини», встановлена в Одесі перед будівлею Одеського археологічного музею.

## Історія появи скульптури
Скульптуру виготовлено на замовлення великого одеського підприємця (згодом — міського голови Одеси) Г. Г. Маразлі для прикраси його дачі, яка розташовувалася в закінченні Французького бульвару, на територіях Одеського ботанічного саду та санаторію імені Чкалова. Подорожуючи Європою, Григорій Маразлі побачив картину Ель Греко «Лаокоон» (нині знаходиться в Вашингтонському музеї) і навіть бажав придбати її, але, відвідавши Ватикан, був вражений давньогрецької скульптурою «Лаокоон», копію якої і замовив собі
Після Жовтневого перевороту 1917 року, на підставі декретів радянської влади, скульптурна група була націоналізована, як і інше нерухоме майно, і шість разів перевозилася з місця на місце. У середині 1920-х років міські архітектори М. В. Замечек і Михайло Безчастнов запропонували міській владі прикрасити міські сквери і парки скульптурами, конфіскованими у представників колишньої торговельноаристократичної еліти. Так у міському ландшафті з'явилися скульптури «Амур і Психея» в Пале-Роялі; «Лев» та «Левиця» в Міському саду та інші. 1924 року вечірній випуск «Одеських вістей» повідомив: «Лаокоон буде встановлений на бульварі Фельдмана». 1927 року цю скульптуру встановили у сквері біля Будинку культури армії і флоту (колишня будівля Офіцерських зборів Одеського військового округу) на перетині вулиць Преображенської і Спиридонівської. При цьому преса жартувала, що на новому місці Лаокоон потерпатиме не лише через змій, а й через бруд. На новому місці скульптура часто піддавалася актам вандалізму. 1969 року вирішили перемістити скульптуру до Археологічного музею. Скульптуру демонтували, але тільки 1971 року вона з'явилася на новому місці, де стоїть досі. При цьому вона, як і раніше, стає жертвою вандалів. Громадськість пропонувала встановити мармуровий оригінал у залах археологічного музею, а просто неба виставити копію з гіпсу або сучасних полімерів.